# 가와세촌 (시가현)
가와세촌(河瀬村)은 시가현 이누카미군에 설치되었던 촌이다. 현재의 히코네시 남부에 해당한다.